# Gunnlod
In de Noordse mythologie is Gunnlod (Oudnoords Gunnlöð) de dochter van Suttung, een Jötun die door haar vader op wacht was gezet in de holte waar hij de mede der dichtkunst verborg na deze van Fjalar en Galar te hebben in ontvangst genomen, nadat deze twee Suttungs vader hadden gedood. 
Zij werd door Odin verleid. Volgens Snorri Sturluson bedong hij bij haar drie nachten seks voor drie slokken mede, maar bedroog haar toen door de hele voorraad te stelen. Volgens de Hávamál uit de poëtische Edda was zij hem echter volkomen gewillig bij het stelen van de mede en bedacht hij haar gaarne met een tegendienst:
Gunnlod zette me in de gouden zetel,
Schonk de kostbare mede:
IJdel loon had ze daarvoor van mij,
Voor haar passie en hoovaardij,
Haar broedende voorvroedende geest.
Wat ik van haar won gebruikte ik wel:
In wijsheid groeide ik sinds mijn terugkeer,
Meebrengend naar Asgard Odhroerir,
het sacrale elexir.
Amper kon ik me levend bevrijden
Van de gaard der grimmige trol
Had Gunnlod mij niet geholpen, de goede kol,
Die haar armen om me spreidde.